# Fosforylacja
Fosforylacja – reakcja przyłączenia reszty fosforanowej do nukleofilowego atomu dowolnego związku chemicznego. Zazwyczaj fosforylowane są grupy hydroksylowe (estryfikacja alkoholi) lub aminowe (tworzenie amidów). Przeciwieństwem fosforylacji jest defosforylacja.

## Chemia
W chemii do fosforylacji stosuje się aktywne pochodne kwasu fosforowego, np. chlorki i bezwodniki kwasowe (pirofosforany), azolidy lub tzw. estry aktywne (zawierające dobrą grupę opuszczającą, np. pentafluorofenylową). Inną strategią jest użycie nieaktywnego związku fosforowego w parze z tzw. czynnikiem kondensującym, aktywującym substrat fosforanowy in situ.
Przykład – fosforylacja etanolu z użyciem tlenochlorku fosforu połączona z następczą hydrolizą pozostałych wiązań P−Cl w celu uzyskania fosforanu etylu:
CH
3CH
2OH + P(O)Cl
3 → CH
3CH
2O−P(O)Cl
2 + HCl
CH
3CH
2O−P(O)Cl
2 + 2H
2O → CH
3CH
2O−PO
3H
2 + 2HCl

## Biochemia
Proces przyłączenia reszty kwasu fosforowego do określonych związków chemicznych zachodzi w organizmach żywych. Jest katalizowany przez enzymy zwane kinazami, które transportują reszty fosforanowe na białka, nukleozydy i nukleotydy, cukry, lipidy i inne związki. Reakcję biochemicznej defosforylacji – hydrolizy wiązania fosfoestrowego – katalizują fosfatazy.
Szczególnymi przypadkami fosforylacji są reakcje powstawania wysokoenergetycznych cząsteczek ATP, które mogą zachodzić na różnych drogach (np. fosforylacja oksydacyjna, fosforylacja substratowa lub fosforylacja fotosyntetyczna).